# آنیکا آلبرایت
آنیکا آلبرایت (انگلیسی: Anikka Albrite) (زاده ۷ اوت ۱۹۸۸) بازیگر پورنوگرافی آمریکایی است.

## حرفه
آنیکا در اکتبر ۲۰۱۱ وارد صنعت پورنوگرافی شد. وی اولین صحنهٔ سکس انال خودش را در سال ۲۰۱۳ بازی کرد.
او در سکانسی با میک بلو هم بازی بود که بعدها هم با وی به رابطهٔ جنسی ادامه داد.
در سال ۲۰۱۳، ال‌ای ویکلی، در لیستی ۱۰ نفره که می‌گفت: چه کسی می‌تواند جنا جیمسون بعدی باشد، برای اولین بار نام او را آورد.
در سال ۲۰۱۴ و ۲۰۱۵ در لیست سی‌ان‌بی‌سی در د درتی دازن جزء محبوب‌ترین پورن استارها قرار گرفت.

## زندگی خصوصی
او پیش از این که وارد حرفهٔ پورنوگرافی بشود در می‌بینیم‌های بهداشت مشغول به کار بود و به عنوان مانکن نیز فعالیت می‌کرد. آلبریت خود را یک دوجنس گرا نشان می‌دهد.

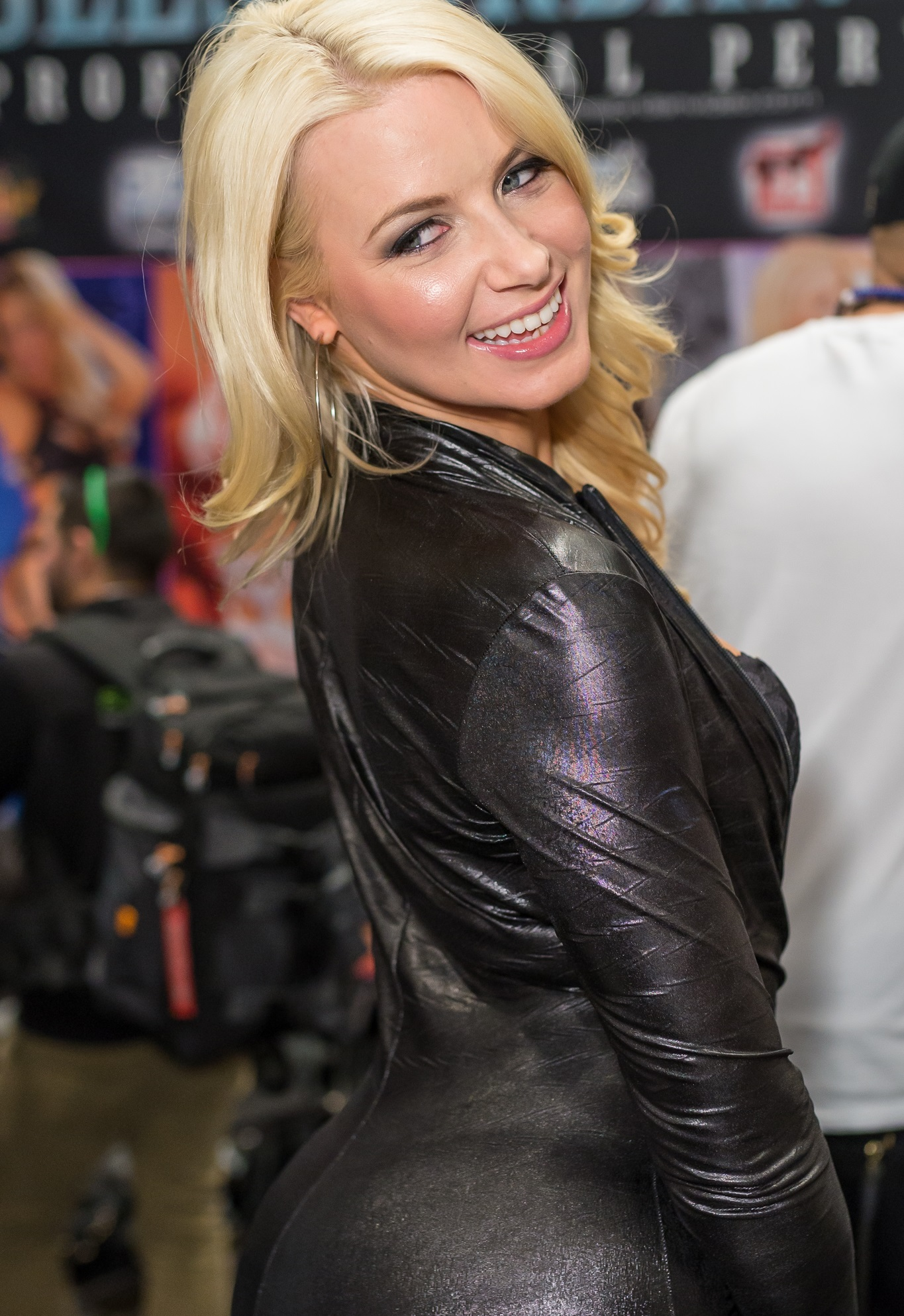
در ۲۰۱۵
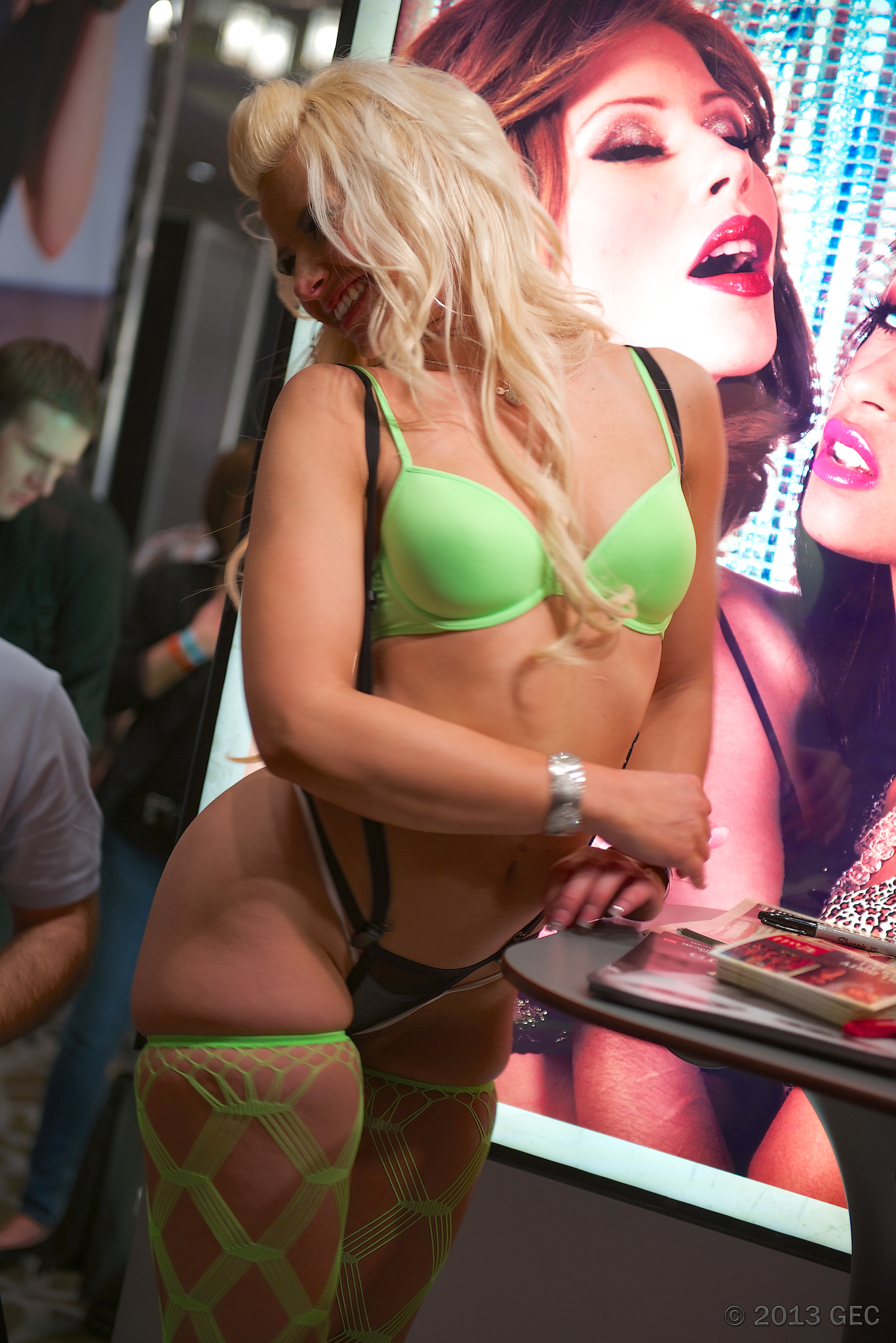
در ۲۰۱۳